# Sten Pålsson
Sten Pålsson (* 4. prosince 1945) je bývalý švédský fotbalista, záložník.

## Fotbalová kariéra
Začínal ve Švédsku v týmu Kungshamns IF. 
Ve švédské lize hrál za GAIS, nastoupil ve 148 ligových utkáních a dal 35 gólů. Kariéru zakončil v nižších soutěžích v týmu Grebbestads IF. V Poháru UEFA nastoupil ve 2 utkáních a dal 2 góly. Za švédskou fotbalovou reprezentaci nastoupil v letech 1968–1974 v 19 utkáních a dal 5 gólů. Byl členem švédské fotbalové reprezentace na Mistrovství světa ve fotbale 1970, nastoupil v utkání proti Izraeli. 

## Ligová bilance
| Ročník                 | Zápasy | Góly | Klub |
| ---------------------- | ------ | ---- | ---- |
| 1. švédská liga 1968   | 20     | 8    | GAIS |
| 1. švédská liga 1969   | 22     | 7    | GAIS |
| 1. švédská liga 1970   | 20     | 8    | GAIS |
| 2. švédská liga 1971   | 21     | 13   | GAIS |
| 1. švédská liga 1972   | 21     | 5    | GAIS |
| 1. švédská liga 1973   | 26     | 5    | GAIS |
| 1. švédská liga 1974   | 23     | 4    | GAIS |
| 1. švédská liga 1975   | 16     | 1    | GAIS |
| 2. švédská liga 1976   | 26     | 7    | GAIS |
| 2. švédská liga 1977   | 13     | 0    | GAIS |
| 2. švédská liga 1978   | 21     | 11   | GAIS |
| 2. švédská liga 1979   | 26     | 5    | GAIS |
| 2. švédská liga 1980   | 26     | 4    | GAIS |
| 2. švédská liga 1981   | 12     | 1    | GAIS |
| CELKEM 1. švédská liga | 148    | 35   |      |